# Uri Orlev
Uri Orlev (Hebreeuws: אורי אורלב), geboren als Jerzy Henryk Orłowski (Warschau, 24 februari 1931 – Jeruzalem, 26 juli 2022), was een Pools-Israëlisch schrijver van kinderboeken en overlevende van de Holocaust.

## Levensloop
Orlev werd geboren in Polen. Hij overleefde de oorlog in het getto van Warschau en in het concentratiekamp Bergen-Belsen, waar hij naartoe werd gestuurd nadat zijn moeder door de nazi's was doodgeschoten. Na de oorlog verhuisde hij naar Israël. Hij begon in 1976 met het schrijven van kinderboeken en heeft dertig werken gepubliceerd, vaak met een autobiografische inslag. Zijn boeken zijn vanuit het Hebreeuws in 25 talen vertaald. Orlev vertaalde ook zelf Poolse literatuur in het Hebreeuws. Een van zijn bekendste werken, dat ook werd bewerkt voor toneel en film, is het semi-autobiografische Het eiland in de Vogelstraat.
Orlev woonde in Jeruzalem, waar hij ook overleed.

## Boeken
- 1985: Het eiland in de Vogelstraat (Fontein / 23e druk 1997)
- 1986: Moedertje Brei (Querido)
- 1988: Loden soldaatjes (Fontein)
- 1989: De man van de andere kant (Fontein)
- 1994: Lydia, koningin van Palestina (Fontein)
- 1996: Het donkerbeest (Fontein)
- 1996: Het zandspel: autobiografie (Fontein)
- 1998: De drakenkroon (Fontein)
- 1998: Het kleine grote meisje (Leopold)
- 2001: Run Boy Run
- 2002: Het lied van de walvissen (Fontein)

## Bekroningen
- 1986 Zilveren Griffel voor 'Het eiland in de Vogelstraat'
- 1987 Pluim van de Maand voor 'Moedertje Brei' [2]
- 1990 Vlag en Wimpel (tekst) voor 'De man van de andere kant'
- 1996 Hans Christian Andersenprijs (tekst) voor het hele oeuvre

- Bibsys: 1036529
- Biblioteca Nacional de Chile: 000366297
- Biblioteca Nacional de España: XX1214845
- Bibliothèque nationale de France: cb119182027 (data)
- Digitale Bibliotheek voor de Nederlandse Letteren: orle012
- Gemeinsame Normdatei: 119238691
- International Standard Name Identifier: 0000 0003 6860 6941
- Library of Congress Control Number: n79127803
- Nationale Bibliotheek van Letland: 000019503
- Bibliotheek van het Japanse parlement: 00472563
- Nationale Bibliotheek van Tsjechië: xx0020463
- Nationale bibliotheek van Australië: 35959596
- Nationale Bibliotheek van Israël: 987007266135005171
- Nationale Bibliotheek van Polen: a0000001517342
- Nederlandse Thesaurus van Auteursnamen: 068907877
- SNAC: w6pq3vg1
- Système universitaire de documentation: 02705358X
- Trove: 1163572
- Virtual International Authority File: 85429861
- WorldCat: E39PBJp9w6YhxgQGYByF6Pj3cP